# UFC 113
UFC 113: Machida vs. Shogun II foi um evento de artes marciais mistas realizado pelo Ultimate Fighting Championship em 8 de maio de 2010 no Bell Centre em Montreal, Quebec.

## Resultados
Nota 1 Pelo Cinturão Meio-Pesado do UFC.

Nota 2 Grant perdeu um ponto por golpes na virilha.

## Bônus da Noite
- Luta da Noite:  Jeremy Stephens vs.  Sam Stout
- Nocaute da Noite:  Mauricio Rua
- Finalização da Noite:  Alan Belcher